# James W. C. Pennington
James William Charles Pennington (Maryland, 1807 — Jacksonville, 22 de outubro de 1870), foi um ex-escravo, religioso e abolicionista estadunidense.
Pennington foi o primeiro afro-descendente a estudar na Universidade de Yale; foi autor daquela que possivelmente seja a primeira história dos negros no seu país e uma autobiografia intitulada "O Ferreiro Fugitivo".

## Biografia
Pennington nasceu sob o nome de Jim Pembroke, como escravo da plantação de Frisby Tilghman, na zona rural de Maryland, em meio a onze irmãos.
Com a idade de 28 anos, após testemunhar seu pai ser brutalmente castigado por uma falha banal, ele fugiu para o norte, onde a escravidão já havia sido abolida; com receio de que seus parentes fossem implicados no seu gesto ilegal, escondeu de todos sua iniciativa e num domingo de novembro de 1835 saiu da plantação; foi entretanto capturado numa das cidades pela qual passou e questionado se era um homem livre, enfrentando então um dilema ético: mentir e contrariar a formação de honestidade que os pais haviam lhe dado, ou ser honesto e sofrer as consequências — concluindo desta situação que mesmo falar a verdade pareça virtuoso, isto conduz às vezes a um mal maior que é a escravidão ao passo em que a mentira, embora por conceito falsa e ruim, levaria à liberdade: um bem mais elevado justifica a perda estrita da honestidade pois aqueles homens tinham tanto direito à sua liberdade quanto ladrões de estrada tinham à sua bolsa; sua mentira elaborada então possibilitou que, ao acreditarem nele, novamente escapasse e voltasse à sua peregrinação ao norte.
Viveu inicialmente na Pensilvânia, onde chegou famélico, cansado e ainda temeroso de ser encontrado por seu antigo senhor; ali, contudo, uma mulher levou-o até a casa de um quaker que o ajudaria: William Wright que então o convidou, para seu espanto e surpresa, para "tomar um café e se aquecer"; ali teve seu primeiro trabalho assalariado e aulas para aprender a ler e escrever.
Tomou ciência do peso da ignorância e da servidão em que vivera e partiu em busca de aprimorar-se na educação: "Há um pecado que a escravidão cometeu contra mim, que nunca pude perdoar. Roubou-me a educação", escreveria. Saiu da casa de seu benfeitor e trabalhou em casa de Isaiah Kirk, onde os termos de emprego lhe davam longas horas livres para estudar a Bíblia e aprimorar a oratória, lançando as bases para tornar-se um pregador presbiteriano.
Percebeu que a escravidão não era somente um atentado à humanidade, mas também aos mandamentos fundamentais de Deus — de forma que dedicou seu futuro ministério não apenas a alertar dos males deste sistema aos homens de cor, mas também aos brancos. Depois viveu em Connecticut até finalmente se estabelecer em Nova Iorque; mudara seu nome como homem livre, educou-se na teologia cristã e iniciou a luta por minimizar o sofrimento dos que ainda permaneciam na escravidão como pastor da igreja presbiteriana.
Após a história dos afro-americanos, publicada em 1841, em 1849 publicou a história de sua vida sob uma ótica religiosa, intitulada "The Fugitive Blacksmith; or, Events in the History of James W C Pennington, Pastor of a Presbyterian Church, New York, Formerly a Slave in the State of Maryland, United States" (em livre tradução: O Ferreiro Fugitivo; ou Eventos na História de James W. C. Pennington, Pastor da Igreja Presbiteriana, Nova Iorque, Anteriormente um Escravo no Estado de Maryland, Estados Unidos, editada em Londres pela Charles Gilpin). É uma narrativa de como passou da servidão à liberdade, da ignorância ao conhecimento, um libelo pela urgência da educação.